# 3543 Ningbo
A 3543 Ningbo (ideiglenes jelöléssel 1964 VA3) a Naprendszer kisbolygóövében található aszteroida. A Bíbor-hegyi Obszervatórium fedezte fel 1964. november 11-én.